# Richard Hobbs
Richard Hobbs (auch Dick Hobbs) (* 1951) ist ein britischer Soziologe und Kriminologe. Er ist emeritierter Professor der University of Essex und Professor für Soziologie der University of Western Sydney sowie Ehrenmitglied der British Society of Criminology.
Hobbs akademische Karriere begann Mitte der 1980er Jahre (mit Mitte 30 Jahren), vorher hatte er als Büroangestellter, Arbeiter, Müllmann und Lehrer gearbeitet. Seine akademischen Abschlüsse machte er im Fach Soziologie: Bachelor-Examen an der Lancaster University, Master-Examen an der London School of Economics and Political Science (LSE), Promotion an der University of Surrey. Von 2005 bis 2011 war er Professor für Soziologie an der LSE (2005–2011), dann wechselte er an die University of Essex, wo er bis 2014 Professor für Soziologie und Direktor des Kriminologiezentrums war.
Hobbs ist ein Ethnograph Londons, der die Stadt im Geiste der Chicagoer Schule der Soziologie erforscht. Dabei nimmt er besonders die organisierte und professionelle Kriminalität, die „Nachtökonomie“, Gewalt, und Drogenmärkte in den Blick.

## Schriften (Auswahl)
- Lush life. Constructing organized crime in the UK. Oxford University Press, Oxford 2013, ISBN 9780199668281.
- Herausgeber: Ethnography in context. SAGE, London/Los Angeles 2011, ISBN 9781848600881.
- Policing matters. Policing changes. Quartet, London 1996, ISBN 0704371049.
- Bad business. Professional crime in modern Britain. Oxford University Press, Oxford/New York 1995, ISBN 0198258488.
- Doing the business. Entrepreneurship, the working class, and detectives in the East End of London. Oxford University Press, Oxford/New York 1988, ISBN 0198255985.